# Aemona tonkinensis
Aemona tonkinensis är en fjärilsart som beskrevs av Rothschild 1916. Aemona tonkinensis ingår i släktet Aemona och familjen praktfjärilar. Inga underarter finns listade i Catalogue of Life.